# العلاقات البنمية الكوستاريكية
العلاقات البنمية الكوستاريكية هي العلاقات الثنائية التي تجمع بين بنما وكوستاريكا.

## مقارنة بين البلدين
هذه مقارنة عامة ومرجعية للدولتين:
| وجه المقارنة                                              | بنما                      | كوستاريكا                                 |
| --------------------------------------------------------- | ------------------------- | ----------------------------------------- |
| المساحة (كم2)                                             | 74.18 ألف                 | 51.10 ألف                                 |
| عدد السكان (نسمة)                                         | 4.10 مليون                | 4.91 مليون                                |
| الكثافة السكانية (ن./كم²)                                 | 55.27                     | 96.09                                     |
| العاصمة                                                   | بنما                      | سان خوسيه                                 |
| اللغة الرسمية                                             | اللغة الإسبانية           | اللغة الإسبانية                           |
| العملة                                                    | بالبوا بنمي، دولار أمريكي | كولون كوستاريكي                           |
| الناتج المحلي الإجمالي (بليون دولار)                      | 61.84 مليار               | 57.06 مليار                               |
| الناتج المحلي الإجمالي (تعادل القوة الشرائية) بليون دولار | 87.37 مليار               | 74.98 مليار                               |
| الناتج المحلي الإجمالي الاسمي للفرد دولار أمريكي          | 13.27 ألف                 | 11.26 ألف                                 |
| الناتج المحلي الإجمالي للفرد دولار أمريكي                 | 20.89 ألف                 | 14.92 ألف                                 |
| مؤشر التنمية البشرية                                      | 0.780                     | 0.766                                     |
| رمز المكالمات الدولي                                      | +507                      | +506                                      |
| رمز الإنترنت                                              | .pa                       | .cr، قائمة نطاقات المستوى الأعلى للإنترنت |
| المنطقة الزمنية                                           | 00                        | 00                                        |

## منظمات دولية مشتركة
يشترك البلدان في عضوية مجموعة من المنظمات الدولية، منها:
| علم المنظمة | اسم المنظمة                                                          | تاريخ انضمام بنما | تاريخ انضمام كوستاريكا |
| ----------- | -------------------------------------------------------------------- | ----------------- | ---------------------- |
|             | يونسكو                                                               | 10 يناير 1950     | 19 مايو 1950           |
|             | الفريق المعني برصد الأرض                                             | ?                 | ?                      |
|             | مؤسسة التمويل الدولية                                                | 20 يوليو 1956     | 20 يوليو 1956          |
|             | المركز الدولي لتسوية المنازعات الاستشارية                            | 8 مايو 1996       | 27 مايو 1993           |
|             | بنك أمريكا الوسطى للتكامل الاقتصادي ‏                                 | ?                 | ?                      |
|             | منظمة حظر الأسلحة الكيميائية                                         | ?                 | ?                      |
|             | مؤسسة التنمية الدولية                                                | 1 سبتمبر 1961     | 30 يونيو 1961          |
|             | منظمة التجارة العالمية                                               | ?                 | ?                      |
|             | وكالة حظر الأسلحة النووية في أمريكا اللاتينية ومنطقة البحر الكاريبي ‏ | ?                 | ?                      |
|             | وكالة ضمان الاستثمار متعدد الأطراف                                   | 21 فبراير 1997    | 8 فبراير 1994          |
|             | الاتحاد البريدي العالمي                                              | ?                 | ?                      |
|             | منظمة الشرطة الجنائية الدولية                                        | ?                 | ?                      |
|             | الأمم المتحدة                                                        | 13 نوفمبر 1945    | 2 نوفمبر 1945          |
|             | الاتحاد الدولي للاتصالات                                             | 14 يوليو 1914     | 13 سبتمبر 1932         |
|             | البنك الدولي للإنشاء والتعمير                                        | 14 مارس 1946      | 8 يناير 1946           |

## أعلام
هذه قائمة لبعض الشخصيات التي تربطها علاقات بالبلدين:
- ايزيكيل فرنانديز (3 مارس 1886 – 26 مارس 1946)

## وصلات خارجية
- موقع وزارة الخارجية البنمية
- موقع وزارة الخارجية الكوستاريكية